# Local energy
Die local energy GmbH ist ein Gemeinschaftsunternehmen von Stadtwerken und kommunalen Energieversorgungsunternehmen aus Brandenburg und Mecklenburg-Vorpommern.

## Entstehung
Seit der Gründung im Jahre 1999 war local energy von damals 11 Stadtwerken auf über 20 Energieversorgungsunternehmen gewachsen und somit der größte ostdeutsche Stadtwerkeverbund.
Inzwischen hat sich die Zahl der Mitgliedsunternehmen wieder auf die anfängliche Zahl reduziert. Das Ziel des Verbundes ist es, Bürger und Kunden für ihren lokalen Energieversorger zu begeistern, von dem sie „preiswert und sicher“ mit Energie beliefert werden. local energy bündelt hierbei die Marketingaktivitäten der einzelnen Energieversorgungsunternehmen.

## Auszeichnungen
Im Dezember 2006 erhielt die local energy gmbh und die ihr angeschlossenen Energieversorgungsunternehmen den
strom magazin award. Die strom magazin Redaktion begründete ihre Entscheidung u. a. folgendermaßen: "Der Zusammenschluss von inzwischen 23 Energieversorgern in Brandenburg und Mecklenburg-Vorpommern fördert seit 1999 die regionale Zusammenarbeit und bündelt Kompetenzen. Dies erhöht für die Kunden die Servicequalität und spart den Versorgungsunternehmen bares Geld."
Im April 2008 erhielt der local energy-Verbund für die Initiative Pro Energiesparlampe den Industriepreis 2008 der Initiative Mittelstand in der Kategorie Energie.
Mit der Initiative PRO Energiesparlampe wurde die local energy gmbh im September 2009 offizieller Partner der Generaldirektion Energie und Verkehr der Europäischen Kommission im Rahmen der Kampagne Nachhaltige Energie für Europa.

## Initiativen
Im März 2007 startete die local energy gmbh und die ihr angeschlossenen Stadtwerke die Initiative Pro Energiesparlampe.
Die Energieversorgungsunternehmen unterzeichneten auf der Domain pro-energiesparlampe.de den folgenden Inhalt:
„Deutsche Energieversorgungsunternehmen unterstützen seit Jahren den Ressourcen schonenden Umgang mit Energie. Dies umfasst alle Anwendungsbereiche von der Bau- und Heizungstechnik über die Beleuchtung und Belüftung bis hin zum Energieeinsatz im Produktionsbereich. Energieverbraucher können ohne Komforteinbußen Energiesparmaßnahmen durchführen oder durchführen lassen, am einfachsten geht dies u.a. durch den Wechsel von einer herkömmlichen Glühbirne auf eine so genannte Kompaktleuchtstofflampe (Energiesparlampe). Die folgenden Energieversorgungsunternehmen stehen dem Einsatz der Energiesparlampe positiv gegenüber und plädieren für einen Austausch aller herkömmlichen Glühbirnen in Deutschland.“
Im Mai 2007 startete die local energy gmbh die Internetplattform L WIE LOKAL.
Ziel von L WIE LOKAL ist es, das gesellschaftliche Engagement von Stadtwerken bundesweit zu porträtieren und dem Endverbraucher somit eine Übersicht über größere lokale Projekte zu geben. Im ersten Schritt informiert der Local-energy-Verbund über eine Kooperation mit der Fachhochschule Eberswalde, bei der eine Marktforschungsstudie im Rahmen eines Hochschulprojekts durchgeführt wird.
Die Kampagne „Haustürgeschäfte? Nein Danke!“ wurde im Februar 2010 vom Local-energy-Verbund initiiert und richtet sich u. a. gegen Strukturvertriebe und deren streckenweise unseriöse Vorgehensweise an der Wohnungstür.

## Angeschlossene Stadtwerke
- Stadtwerke Barth GmbH
- Stadtwerke Frankfurt (Oder) GmbH
- Stadtwerke Grevesmühlen GmbH
- Stadtwerke Ludwigsfelde GmbH
- EMB Erdgas Mark Brandenburg GmbH
- Stadtwerke Oranienburg GmbH
- Stadtwerke Pasewalk GmbH
- Stadtwerke Pritzwalk GmbH
- Stadtwerke Schwedt GmbH
- Städtische Betriebswerke Luckenwalde GmbH
- Stadtwerke Stralsund GmbH
- Elektrizitätsversorgungsgesellschaft Velten mbH
- Stromversorgung Greifswald GmbH
- Gasversorgung Greifswald GmbH